# Psila krivosheinae
Psila krivosheinae är en tvåvingeart som beskrevs av Shatalkin 1993. Psila krivosheinae ingår i släktet Psila och familjen rotflugor. Inga underarter finns listade i Catalogue of Life.